# Cindy Hope
Pour les articles homonymes, voir Hope.
Cindy Hope, née le 28 août 1985 à Budapest, est une actrice hongroise de films pornographiques.

## Filmographie
- 2006 : Sugar Candy
- 2007 : Private X-treme 34: Sex Auditions 3
- 2007 : Private X-treme 31: Private Sex Auditions
- 2007 : Private Movies 36: Scent of a Girl
- 2007 : Members Only, Vol. 4
- 2007 : Girls on Girls 12
- 2007 : Fuck V.I.P.: Extasy
- 2007 : Angel Perverse 8
- 2008 : Top Wet Girls
- 2008 : Teeny Hot Spots 6
- 2008 : Private Blockbusters 2: DownWard Spiral
- 2008 : Nothing Butt Fun 2
- 2008 : My Evil Sluts 2
- 2008 : It's a Young Girls Thing 7
- 2008 : Give Me Pink 3
- 2008 : Cindy Hope Is Fresh on Cock
- 2008 : Boots Camp 3
- 2008 : The Office Girls 2
- 2008 : Wet Lips
- 2009 : Whore It Up
- 2009 : Sorry Daddy, Whitezilla Broke My Little Pussy!!! 4
- 2009 : Private Lesbian 10: Taste My Lips
- 2009 : Oral Olympics: Blo for the Gold
- 2009 : Most Subscribed
- 2009 : Lesbian Tendencies
- 2009 : Lesbian Encounters
- 2009 : How to Be a Ladies Man
- 2009 : Girls Love Girls 5
- 2009 : Desperate Teens at Home 3
- 2009 : Crack Her Jack 11
- 2009 : Pound the Round P.O.V. 3
- 2010 : Women Who Want Sex
- 2010 : The Nude Roommate
- 2010 : The Doll House 7
- 2010 : The Connection
- 2010 : Slut Worthy
- 2010 : Shot Glasses 4
- 2010 : Sex Broker
- 2010 : Sex Barcelona Style
- 2010 : Raven Alexis: The Substitute
- 2010 : Playgirl: Wild with Anticipation
- 2010 : North Pole * 201 : '73
- 2010 : My Evil Sluts 5
- 2010 : Jesse Jane: Reckless
- 2010 : Jesse Jane: Playful
- 2010 : Jesse Jane: Dirty Movies
- 2010 : Budapest
- 2010 : Black Angelika: Infirmière tres Speciale
- 2010 : Barcelona Chic
- 2010 : Age Gap 3
- 2010 : 7 Infirmières Gourmandes
- 2010 : Drunk Sex Orgy: Club Cunts
- 2010 : The Rush
- 2010 : Girls Who Want Girls
- 2010 : Touch Me 3
- 2010 : 7 Sex-Starved Nurses
- 2010 : Private Gold 109: The Prime Minister's Sex Tape
- 2010 : Sport Fucking 7
- 2010 : Women Seeking Women 60
- 2011 : Budapest 3
- 2011 : Mia Magma's Sex-Blog
- 2011 : Budapest 6
- 2011 : Aleska & Angelika: Pornochic 21
- 2011 : Mother-Daughter Exchange Club 21
- 2011 : Girls 2: A Lesbian Love Affair
- 2012 : Budapest 10
- 2012 : Girls on Girls on Girls
- 2012 : Lesbian Playmates
- 2012 : Stockings and Lace
- 2013 : Club Pink Velvet: Filling The Slots
- 2013 : 1 Girl 2 Sex Toys
- 2013 : Give Me Pink 13
- 2013 : Legal Lesbian Seductions
- 2013 : Leila: a Lesbian Fantasy
- 2013 : No Dicks Permitted 2
- 2013 : Real Slut Party 14
- 2013 : Taste of Peaches
- 2014 : Be My Lover 4
- 2014 : Fantasy Encounters
- 2014 : Female Xpose
- 2014 : Our Legacy
- 2014 : Smooth and Silky 5
- 2015 : Explicit MILF
- 2015 : Hot Chicks, No Dicks
- 2015 : Outdoor Pleasure Games
- 2016 : Eat Me
- 2016 : Foxes of Foot Fetish
- 2016 : Sexy Outdoor Ball Swingers
- 2017 : Spanking Delights
- 2018 : Diary of a Sex Therapist

## Récompenses et nominations
- 2009 : AVN Award nominee – Best All-Girl Group Sex Scene – Top Wet Girls
- 2010 : AVN Award nominee – Best All-Girl Couples Sex Scene – Intimate Contact 2
- 2010 : AVN Award nominee – Best All-Girl Three-Way Sex Scene – Cindy Hope Is Fresh on Cock
- 2010 : AVN Award nominee – Female Foreign Performer of the Year
- 2011 : AVN Award nominee – Best All-Girl Couples Sex Scene – Budapest (avec Peaches)
- 2011 : AVN Award nominee – Female Foreign Performer of the Year